# ويتني تومسون
ويتني تومسون (بالإنجليزية: Whitney Thompson)‏ هي عارضة أمريكية، ولدت في 26 سبتمبر 1987 في أتلانتيك بيتش في الولايات المتحدة.

## وصلات خارجية
- الموقع الرسمي
- ويتني تومسون على موقع IMDb (الإنجليزية)
- ويتني تومسون على موقع دليل عارضات الأزياء (الإنجليزية)